# 赵世洪
赵世洪（1962年5月—），男性，吉林长春人，满族，中华人民共和国政治人物，曾担任中华全国总工会书记处书记、党组成员、网络工作部部长。

## 人物经历
赵世洪1980年至1984年在北京大学经济学系攻读国民经济管理专业。期间，于1984年1月，加入中国共产党。离校后，赵世洪长期在国家计委任职。1998年，他转往国务院研究室工作，2001年至2004年间担任国务院研究室综合研究司司长。2004年，赵世洪调动到河北省，出任河北省省长助理、省政府党组成员，2005年起兼任河北省国资委主任、党委书记。2008年，赵世洪改任中共廊坊市委书记。2013年，赵世洪前往中华全国总工会任职，出任书记处书记、党组成员，2016年7月起兼任全国总工会网络工作部部长。2019年，赵世洪出任中国职工国际旅行社总社党委书记。
2023年3月14日，赵世洪因涉嫌严重违纪违法，接受中央纪委国家监委驻中华全国总工会机关纪检监察组纪律审查和天津市监察委员会监察调查。